# Cikánka II
Cikánka II je přírodní památka na území hl. města Prahy poblíž osady Cikánka. Katastrálně spadá pod městskou část Praha 16 (Radotín).  Přírodní památka se skládá ze dvou částí, přičemž se obě nacházejí v nepoužívané části lomu, která je geologicky součástí Sliveneckých lomů, kde se těžil slivenecký mramor a jsou historicky známé již od 13. století. Rozloha památky činí 2,36 hektaru. Chráněné území leží v nadmořských výškách mezi 297 až 313 metry. Národní výbor hl. m. Prahy vyhlásil Cikánku II za přírodní památku v roce 1988. Z geologického hlediska jsou lomy chráněny díky významným paleontologickým nálezům ve skalních vrstvách na přechodech Lochkovských souvrství a Sliveneckých/Pražských souvrství.

## Historie
V oblasti Cikánky II se od 13. století těžil růžový slivenecký vápenec, který je nejčastějším okrasným kamenem ve středních Čechách. V tehdejší době lomy patřily rytířskému řádu křižovníků s červenou hvězdou. Vápenec se nejvíce těžil v době renesance a baroka. Přírodovědce zaujaly lomy až v 19. století. V majetku Křižovníků byly lomy až do roku 1923.

## Přírodní poměry

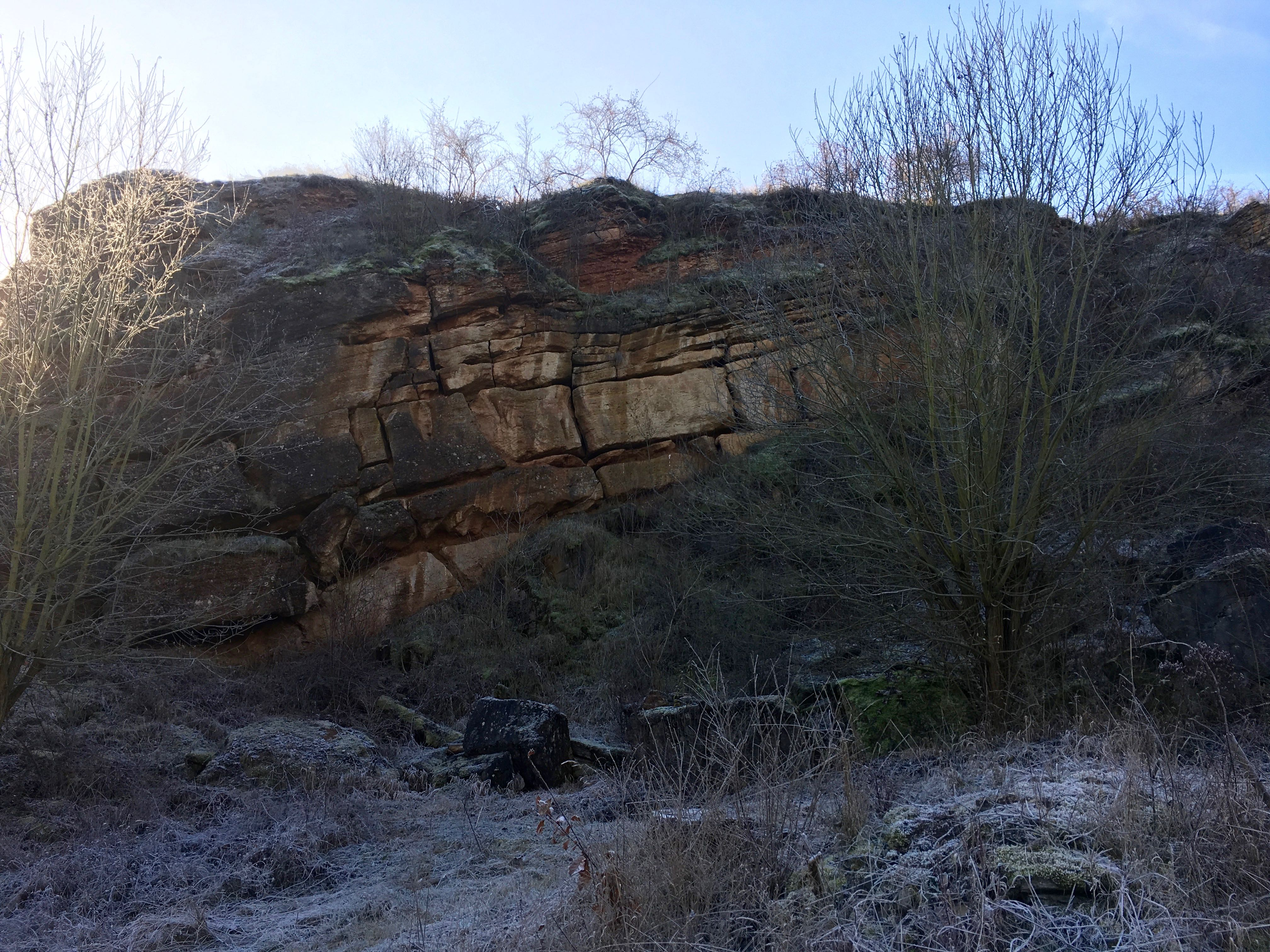
Cikánka II – 2. část

Přírodní památka Cikánka II se nachází mezi Zadní Kopaninou a Lochkovem. Zaujímá místo u dobývacího prostoru v přírodním parku Radotínsko – Chuchelské háje. Jedná se o dvě části lomů opěrných profilů lochkov – prag, situovaných ve skálách severně od lomu Cikánka I na levém svahu Radotínského potoka.

### Geologie
V lomech Cikánka II je znatelné rozhraní dvou geologicky odlišných částí na jihozápadní straně oblasti. Jednu část tvoří hranice lochkovských souvrství, jež jsou součástí Barrandienu (nejspodnější devon), a druhou část tvoří Pražské souvrství (spodní devon). Profil vrstev lochkov–prag ukazuje konodontové a tentakulitové zóny. Na odkrytém rozhraní se významně podílela jednak těžba mramoru a jednak i tektonika vějířovitým průběhem radiálních poruch. Najdeme zde trilobity Platyscutellum formosum slivenecense, Crotalocephalus albertii, Pragoproetus pragensis, ramenonožce Dalejodiscus subcomitans a další. V horní části lomu se nacházejí na povrchu facie řeporyjských vápenců pražského souvrství.

### Flóra
Před antropogenními vlivy byla oblast Cikánky II historicky zřejmě pokryta šipákovou lesostepí a stepní společenstva pokrývala nejvíce vystavované části. V současnosti tato oblast nebyla již dlouho prozkoumána a údaje, které jsou známy o vegetaci daného místa, jsou nepřesné a platí souhrnně pro památky Cikánky I+II. Co mají obě části jistě společné jsou dřeviny zarůstající dno a svahy údolí, na lomových stěnách xerotermní traviny (Festucion valesiacae), v jižní části další xerotermní společenstva (Carpinion betuli – Hercynské dubohabřiny).

### Fauna
Jelikož průzkum fauny se prováděl také v oblasti Cikánky I i II, tak není jisté, zda se všechny zmíněné druhy vyskytují v přírodní památce Cikánka II, ale je to díky blízkosti obou území pravděpodobné. Tudíž v oblasti Cikánka II se zřejmě nachází v hojném počtu 41 druhů střevlíkovitých brouků: Harpalus caspius roubali, Panagaeus bipustulatus, Ophonus cordatus a další. Dále se zde vyskytují 2 druhy měkkýšů: Granaria frumentum, Pupilla sterri, chráněné prskavce: menší (Brachinus explodens), větší (Brachinus crepitans), 802 druhů motýlů např. Hamearis lucina (pestrobarvec petrklíčový), další druhy zařazené na Červeném seznamu: Hemaris tityus (dlouhozobka chrastavcová), Hemaris fuciformis (dlouhozobka zimolezová), Hyles euphorbiae (lišaj pryšcový), Setina roscida (lišejníkovec malý), Leptidea sinapis (bělásek hrachorový), Plebejus idas (modrásek obecný), Polyommatus daphis (modrásek hnědoskvrnný), Hipparchia semele (okáč metlicový), Pyrgus carthami (soumračník proskurníkový), Thymelicus acteon (soumračník žlutoskvrnný), Iphlicides podalirius (otakárek ovocný).

## Ochrana
Ochranné pásmo Cikánky II nebylo vyhlášeno a pás vzdálenosti 50 m od hranic předmětů ochrany neodpovídá v mapách skutečné rozloze památky. Od roku 1988 je Cikánka II vyhlášena jako zvláště chráněné území díky jejímu odkrytému geologickému profilu na jihozápadě lokality, který umožňuje veřejnosti studovat strukturu jejích jednotlivých vrstev, ve kterých se hojně nacházejí paleontologické nálezy. Důvodem vzniku ochrany této památky je intenzivní těžba v blízkých lomech pro cementářské účely, nedaleká výstavba cementárny pro okolní lomy, ochrana před závaly a výskyt několika vzácně ohrožených druhů rostlin a živočichů. Další negativní vliv působící na tuto chráněnou oblast mají zarůstající dřeviny v blízkosti lomů pro porosty cenných xerotermních trávníků a zahalující monocenotické porosty pod lomovou stěnou se stratigrafickým profilem.
Podle nynějšího plánu by Cikánka II měla být bezzásahová, s výjimkami občasného výřezu dřevin u otevřených profilů lomů, odstranění případných sutí u spodních vrstev a vytvoření naučné stezky. Další návrh zahrnuje administrativně-správní opatření pro nové vyhlášení přírodní památky Cikánka II se správnou lokalizací předmětů ochrany.

## Turistika
Přírodní památka již není dostupná po červené turistické značce od autobusové zastávky Lomy, jelikož po krátké vzdálenosti je na asfaltové cestě ukončena značkou zákazu vstupu a závorami. Jediná přístupová cesta vede přes území Cikánky I. V místě borové špičky je vysekaná trasa vedoucí houštím od vrcholu až k údolí do lomů.

## Fotografie

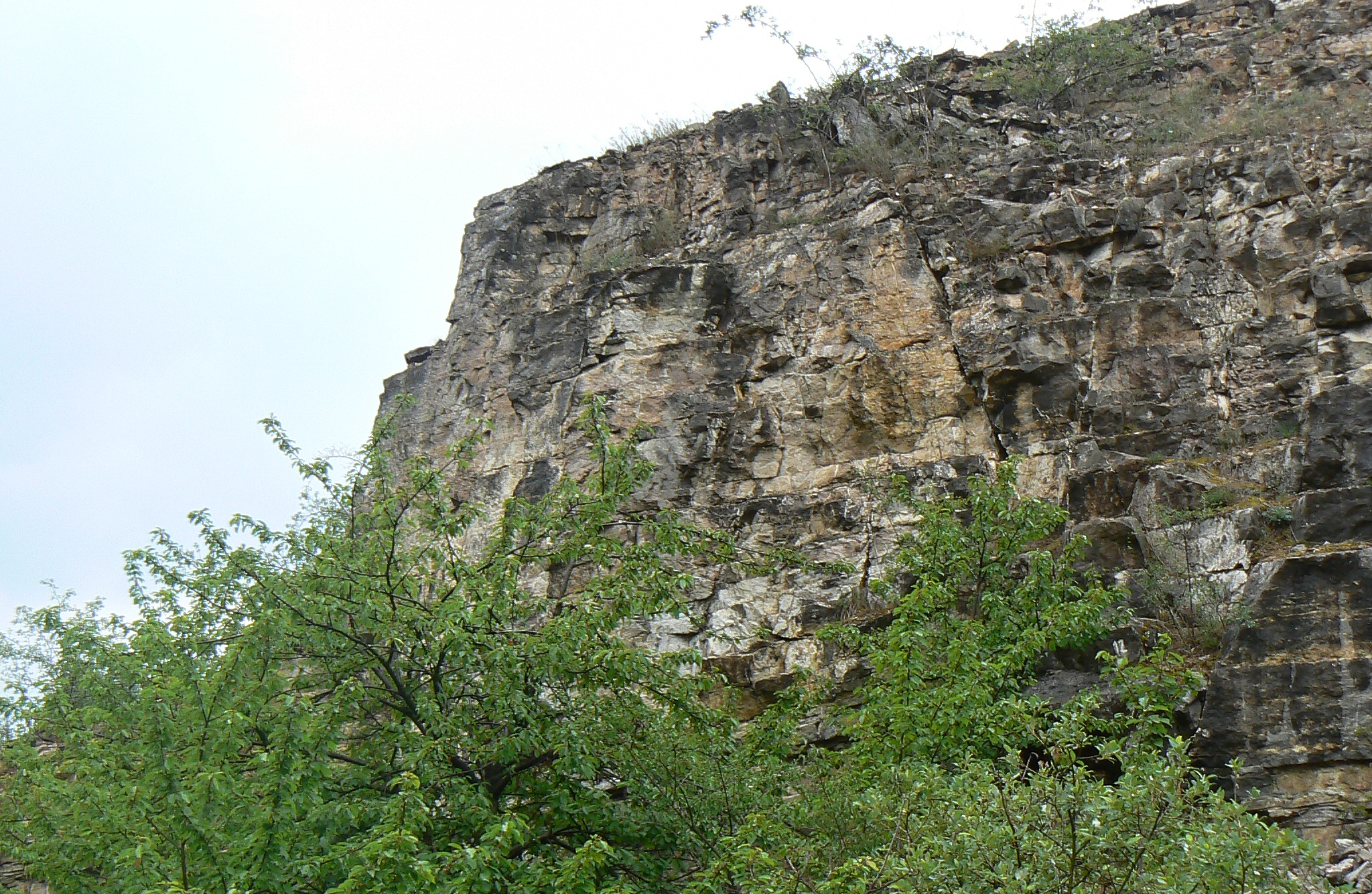
Cikánka II
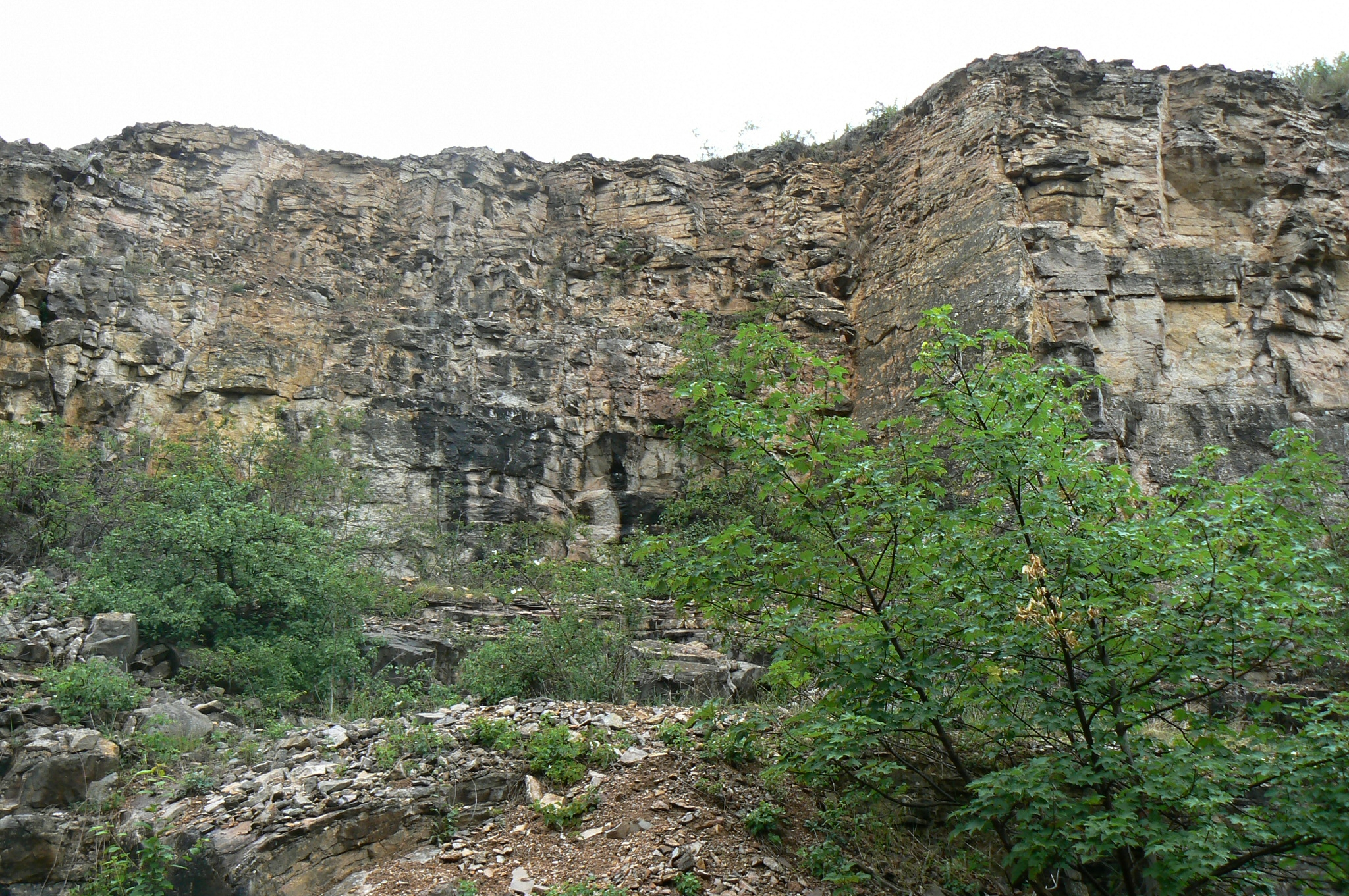
Cikánka II
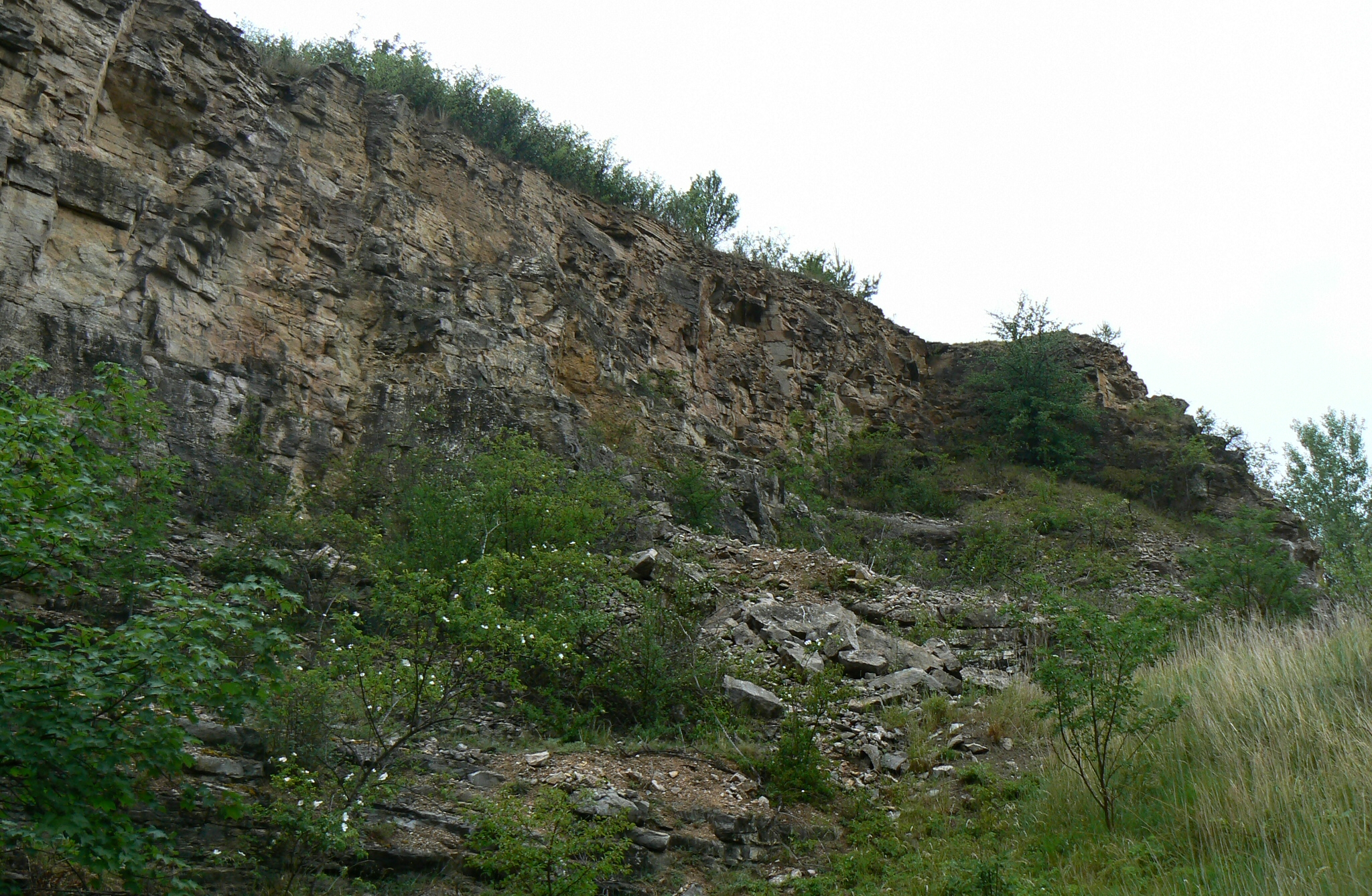
Cikánka II
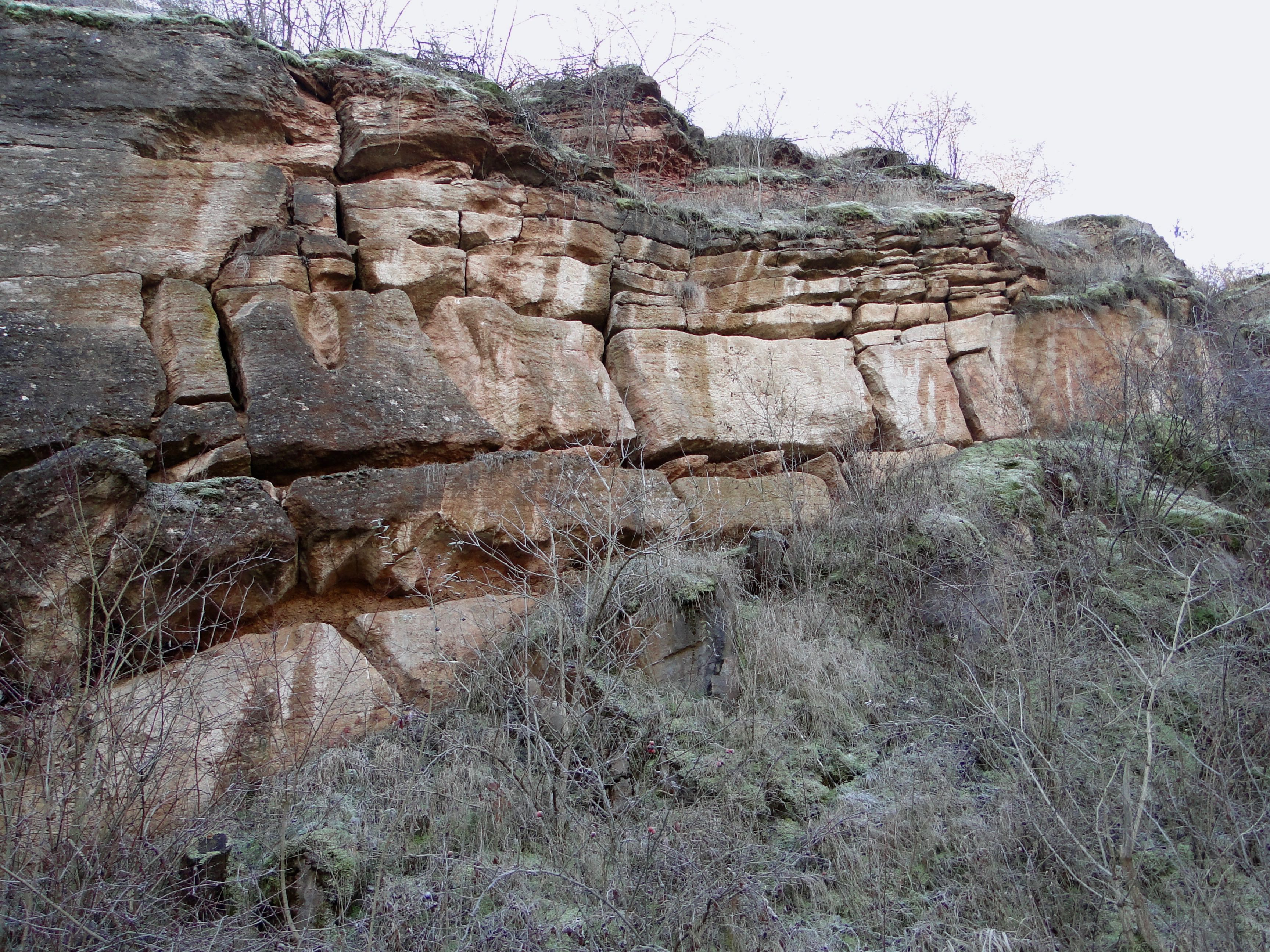
Detail profilu lochkov–prag